# ویکتور برنت
ویکتور برنت (انگلیسی: Víctor Bernat؛ زادهٔ ۱۷ مهٔ ۱۹۸۷) بازیکن فوتبال اهل اسپانیا است.
وی همچنین در تیم ملی فوتبال آندورا بازی کرده‌است.